# Ubaté
Ubaté är en ort i Colombia.   Den ligger i departementet Cundinamarca, i den centrala delen av landet, 80 km norr om huvudstaden Bogotá. Ubaté ligger 2 800 meter över havet och antalet invånare är 20 485.
Terrängen runt Ubaté är huvudsakligen kuperad, men åt nordost är den platt. Runt Ubaté är det ganska tätbefolkat, med 86 invånare per kvadratkilometer. Närmaste större samhälle är La Mesa, 12,1 km väster om Ubaté. I omgivningarna runt Ubaté växer i huvudsak städsegrön lövskog.